# Море Бисмарк
Море Бисмарк (на английски: Bismarck Sea; на немски: Bismarcksee) е междуостровно море в югозападната част на Тихия океан. Според Международната хидрографска организация границите му са следните: на югозапад бреговете на остров Нова Гвинея, на юг северните брегове на островите Умбой и Нова Британия, на изток и североизток бреговете на островите Нова Ирландия и Нов Хановер, на север Адмиралтейските острови, островите Ниниго и др. На северозапад, север и североизток чрез протоци между островите се свързва с останалата част на Тихия океан, а на югоизток и юг чрез протоците Сейнт Джордж, Дампир и Витяз – със Соломоново море.
Дължина от запад на изток около 1000 km, ширина до 500 km, площ 310 хил.km2, средна дълбочина 1700 m, максимална 2665 m. Дъното му представлява акумулативна равнина с голямо количество малки подводни възвишения и острови с вулканичен произход. Бреговете му са предимно равнинни, на много места с коралови рифове. Покрай североизточния бряг на Нова Гвинея от северозапад на югоизток преминава Новогвинейското топло течение със скорост 0,5 – 0,75 m/s, а в протоците между островити се наблюдават силно приливни течения. Средната температура на водата на повърхността е 28 °C, соленост 34‰. Основни пристанища Маданг (на о. Нова Гвинея), Рабаул (на о. Нова Британия).